# Ford (Midlothian)
Ford ist eine kleine Ortschaft in der schottischen Council Area Midlothian beziehungsweise in der traditionellen Grafschaft Edinburghshire. Sie liegt jeweils rund 15 Kilometer südöstlich des Zentrums von Edinburgh und südwestlich von Haddington an beiden Ufern des Tyne Waters, einem der beiden Quellflüsse des Tyne. Die nächstgelegene Ortschaft ist Pathhead, das auf einem Hügel wenige hundert Meter oberhalb von Ford gelegen ist.

## Geschichte
Der Ausdruck Ford bedeutet im Englischen „Furt“ und leitet sich von der Lage der Ortschaft an einer Furt durch das Tyne Water ab. In vergangenen Jahrhunderten führte ein bedeutender Handelsweg durch diese Furt und trug zur Entwicklung der Ortschaft bei. Mit dem Anstieg des Verkehrsaufkommens im 19. Jahrhundert wurde die Errichtung einer Brücke nötig. In der Folge wurde 1831 die Lothian Bridge nach einem Entwurf des Ingenieurs Thomas Telford rund 200 m nördlich von Ford eröffnet. Der Viadukt führt heute die A68 (Dalkeith–Darlington) über das Tyne Water. Die durch Ford führende Nebenstraße quert ebenfalls über eine Brücke den Fluss.
Im Jahre 1680 ließ Lord Lovat in Ford die Landvilla Ford House erbauen. Im Zuge der zweiten Jakobitenaufstände soll sich Bonnie Prince Charlie angeblich in Ford House aufgehalten haben.